# Meristacarus porcula
Meristacarus porcula är en kvalsterart som beskrevs av Grandjean 1934. Meristacarus porcula ingår i släktet Meristacarus och familjen Lohmanniidae. Inga underarter finns listade i Catalogue of Life.